# La Libertad (miasto w Nikaragui)
La Libertad – miasto znajdujące się w Nikaragui, w departamencie Chontales.
W okolicy miasta znajduje się kopalnia złota. Z La Libertad pochodzą prezydent Nikaragui Daniel Ortega i kardynał Miguel Obando Bravo.